# Гетеренхелиевые
Гетеренхелиевые (лат. Heterenchelyidae) — семейство лучепёрых рыб из отряда угреобразных. Морские донные рыбы. Распространены в тропических и субтропических областях Атлантического и Тихого океанов. Максимальная длина тела представителей разных видов варьирует от 32 до 149 см.

## Описание
Тело от умеренно удлиненного до удлиненного; в передней части тела цилиндрическое в поперечном сечении, в задней части сжатое с боков; без чешуи. Хвостовая часть тела длиннее головы и туловища. Голова средней длины; глаза очень маленькие, покрыты полупрозрачной кожей. Челюсти почти одинаковой длины или нижняя челюсть немного выступает за верхнюю. Рот большой, окончание заходит далеко за глаза. Зубы конические или коренные, расположены в два или три ряда на челюстях, в один или несколько рядов на сошнике. Спинной и анальный плавники низкие и сливаются с хвостовым плавником. Спинной плавник начинается над или немного позади жаберного отверстия. Грудные плавники отсутствуют. Боковая линия отсутствует, поры боковой линии отсутствуют и на голове, и на теле. Окраска тела после фиксации коричневая или серая; особи сразу после отлова в значительной степени бесцветные, с красноватым оттенком из-за просвечивающейся крови в поверхностных капиллярах.

## Биология
Морские донные рыбы. Обитают в прибрежных водах над песчаными и илистыми грунтами на глубине до 150 м. Проводят большую часть жизни, зарывшись в грунт. Биология практически не изучена.

## Классификация
В составе семейства выделяют два рода с 8 видами:
| Название                                   | Распространение                                                                 | Краткое описание                                                                             | Количество позвонков | FishBase |
| ------------------------------------------ | ------------------------------------------------------------------------------- | -------------------------------------------------------------------------------------------- | -------------------- | -------- |
| Panturichthys Pellegrin, 1913 — Пантурихты | Восточная часть Атлантического океана и Средиземное море                        | На верхней части головы есть кожный гребень. Внутренний ряд зубов на верхней челюсти полный. | 109—136              | [ 5 ]    |
| Pythonichthys Poey, 1868 — Питонихты       | Восточная и западная части Атлантического океана, восточная часть Тихого океана | Верхняя часть головы без кожного гребня. Внутренний ряд зубов на верхней челюсти неполный.   | 141—227              | [ 6 ]    |